# Xadegan (Kohkiluye i Boyer Ahmad)
Xadegan és una vila de la província de Kohkiluye i Boyer Ahmad, a l'Iran, a les muntanyes Zagros en una vall al darrere d'aquestes muntanyes anomenades localment Muntanyes Khumi, a uns 40 km de la ciutat de Gashsaran i dels camps petroliers de Be Be Hakemeh i Gureh. Es troba a força distància de la vila del mateix nom a Khuzestan. La població és lur. Localment la ciutat s'anomena Goru, però als registres del govern apareix sempre com a Shadegan. La vila està al costat del riu Bashti Rud.

## Història
Goru estava governada per un kan lur, que va conservar una mena de poder feudal fins al segle xx. L'escolarització no es va introduir fins al 1958. La primera carretera es va obrir el 1970. La ciutat va perdre població després de la revolució.